# トライエース
株式会社トライエース（英: tri-Ace Inc.）は、日本のゲーム会社。株式会社エヌジェイホールディングスの連結子会社。

## 概要
ナムコの『テイルズ オブ ファンタジア』の開発に関わった日本テレネットの開発チームの一つ「ウルフ・チーム」の一部が独立して設立した。
開発されたソフトの多くは、2003年3月31日以前はエニックスから、同年4月1日以降のエニックスとスクウェアとの合併後はスクウェア・エニックスから販売されている。本社は旧エニックス本社ビルを間借りしていたことがあったが、スクウェア・エニックスとの資本関係は無い。
『スターオーシャンシリーズ』と『ヴァルキリープロファイルシリーズ』では桜庭統が音楽を担当し、声優では東地宏樹が多数の作品に参加している。
PS2以降に発売された作品はいずれもワイド画面とプログレッシブ出力（480p）や、ドルビープロロジックIIによるサラウンドに対応している。さらに『ヴァルキリープロファイル2 シルメリア』ではハイビジョン出力（1080i）にまで対応した。
PSP移植版『ヴァルキリープロファイル レナス』、『スターオーシャン1 First Departure』、『スターオーシャン2 Second Evolution』に関しては、知的財産権が当社にある関係で、著作権こそ管理しているものの、トライエース自体は開発を行っていないと公式サイトにて掲載されている（実際の開発受託元は何れもトーセ）。
2011年12月15日に発売された『ファイナルファンタジーXIII-2』、2012年10月12日に発売された『ダンボール戦機W』、2013年11月14日に発売された『ゴッドイーター2』の制作にも関与している。

## 沿革
- 1995年（平成7年）3月16日 - 有限会社トライエース設立。
- 1996年（平成8年）
  - 7月19日 - スーパーファミコン用ソフト『スターオーシャン』発売。
  - 8月 - 株式会社に組織変更。
- 1998年（平成10年）7月30日 - PlayStation用ソフト『スターオーシャン セカンドストーリー』発売。
- 1999年（平成11年）12月22日 - PlayStation用ソフト『ヴァルキリープロファイル』発売。
- 2001年（平成13年）6月28日 - ゲームボーイカラー共通ソフト『スターオーシャン ブルースフィア』発売。
- 2003年（平成15年）2月27日 - PlayStation 2用ソフト『スターオーシャン Till the End of Time』発売。
- 2004年（平成16年）1月22日 - PlayStation 2用ソフト『スターオーシャン Till the End of Time ディレクターズカット』発売。
- 2005年（平成17年）1月27日 - PlayStation 2用ソフト『ラジアータ ストーリーズ』発売。
- 2006年（平成18年）6月22日 - PlayStation 2用ソフト『ヴァルキリープロファイル2 シルメリア』発売。
- 2008年（平成20年）
  - 9月11日 - Xbox 360用ソフト『インフィニット アンディスカバリー』発売。
  - 11月1日 - ニンテンドーDS用ソフト『ヴァルキリープロファイル 咎を背負う者』発売。
- 2009年（平成21年）2月19日 - Xbox 360用ソフト『スターオーシャン4 -THE LAST HOPE-』発売。
- 2010年（平成22年）
  - 1月28日 - PlayStation 3及びXbox 360用ソフト『エンド オブ エタニティ』発売。
  - 2月4日 - PlayStation 3用ソフト『スターオーシャン4 -THE LAST HOPE- インターナショナル』発売。
- 2011年（平成23年）
  - 12月14日 - Yahoo!モバゲー用Webブラウザゲーム『星神の大樹レミュータ』配信開始。
  - 12月15日 - PlayStation 3及びXbox 360用ソフト『ファイナルファンタジーXIII-2』に協力。
  - 12月22日 - PlayStation Portable用ソフト『FRONTIER GATE』発売。
- 2012年（平成24年）
  - 1月19日 - ニンテンドー3DS用ソフト『ラビリンスの彼方』発売。
  - 8月2日 - 港区港南へ会社を移転。
  - 10月18日 - PlayStation Portable及びPlayStation Vita用ソフト『ダンボール戦機W』に協力。
- 2013年（平成25年）
  - 3月14日 - PlayStation Portable用ソフト『FRONTIER GATE Boost+』発売。
  - 11月14日 - PlayStation Portable及びPlayStation Vita用ソフト『ゴッドイーター2』に協力。
- 2014年（平成26年）
  - 7月30日 - アーケード『SILENT SCOPE BONE-EATER』稼働開始。
  - 8月21日 - PlayStation Vita用ソフト『ジューダスコード』配信開始。
  - 11月27日 - PlayStation Vita用ソフト『ファンタシースター ノヴァ』発売。
- 2015年（平成27年）
  - 2月4日 - スマートフォン向け『クロノスリング』配信開始。
  - 3月9日 - 株式会社ネプロジャパン（現・株式会社エヌジェイホールディングス）が株式68.9%を取得し、子会社化[4]。
  - 11月 - 港区芝へ会社を移転。
  - 12月17日 - PlayStation Vita及びPlayStation 4用ソフト『イグジストアーカイヴ -The Other Side of the Sky-』発売。
- 2016年（平成28年）
  - 3月28日 - スマートフォン向け『Heaven×Inferno』配信開始。
  - 3月31日 - PlayStation 3及びPlayStation 4用ソフト『スターオーシャン5 -Integrity and Faithlessness-』発売。
  - 12月8日 - スマートフォン向け『スターオーシャン:アナムネシス』配信開始。
- 2017年（平成29年）12月2日 - Nintendo Switch用ソフト『ゼノブレイド2』に協力。
- 2018年（平成30年）11月26日 - スマートフォン向け『ミストギア』配信開始。
- 2020年（令和2年）7月16日 - スマートフォン向け『テイルズ オブ クレストリア』に協力。
- 2022年（令和4年）10月27日 - PlayStation 4 / PlayStation 5 / Xbox One / Xbox Series X/S / Steam用ソフト『スターオーシャン6 THE DIVINE FORCE』発売。

## 関連人物
- 五反田義治 - 代表取締役社長
- 則本真樹 - 取締役企画部長
- 初芝弘也 - 元サウンドディレクター、トライクレッシェンド設立者
- 北尾雄一郎 - 元プログラムディレクター
- 桜庭統 - トライエース制作のゲームの殆どでサウンドを担当している作曲家
- 得能正太郎 - 元キャラクターデザイナー、3Dモデラー。「ヴァルキリープロファイル2」「スターオーシャン4」参加後に独立[要出典]、ゲーム開発企業を舞台にした漫画「NEW GAME!」を執筆。